# Sexueller Übergriff (Deutschland/Schweiz)

## Deutschland
Der Tatbestand Sexueller Übergriff ist in § 177 des deutschen Strafgesetzbuch (StGB) geregelt, der zum Abschnitt Straftaten gegen die sexuelle Selbstbestimmung gehört.
Durch das am 10. November 2016 in Kraft getretene Fünfzigste Gesetz zur Änderung des Strafgesetzbuches – Verbesserung des Schutzes der sexuellen Selbstbestimmung wurde § 177 StGB, der vorher nur für sexuelle Nötigung und Vergewaltigung galt, um den neu geschaffenen Tatbestand sexueller Übergriff erweitert, um „Schutzlücken zu schließen und Artikel 36 der Istanbul-Konvention stärker zu berücksichtigen“. Bestraft wird seitdem, „wer gegen den erkennbaren Willen einer anderen Person sexuelle Handlungen an dieser Person vornimmt oder von ihr vornehmen lässt oder diese Person zur Vornahme oder Duldung sexueller Handlungen an oder von einem Dritten bestimmt“ (Nichteinverständnislösung Nein heißt nein!). Ebenfalls wird bestraft, wer die Unfähigkeit des Opfers, einen Willen zu bilden oder zu äußern, ausnutzt. Die zuletzt genannten Fälle waren vorher teilweise durch den Tatbestand Sexueller Missbrauch widerstandsunfähiger Personen mit Strafe bedroht, andere Fälle galten ggf. als Beleidigung mittels einer Tätlichkeit oder waren straflos. Anlass der Änderung des Sexualstrafrechts 2016 waren die sexuellen Übergriffe in der Silvesternacht 2015.
Ein Regelbeispiel für besonders schwere sexuelle Übergriffe ist die Vergewaltigung (Absatz 6 Satz 2 Nr. 1), das andere die gemeinschaftliche Tatbegehung (Absatz 6 Satz 2 Nr. 2). Für gemeinschaftliche Tatbegehung wird insbesondere gefordert, dass die Tatbeteiligten am Tatort anwesend sind und die Kriterien der Mittäterschaft (inklusive gemeinsamen Tatplans) gegeben sind.
Die Höchststrafe beträgt in den Fällen der Absätze 4–8 (bei Versuch i. V. m. Absatz 3) des § 177 fünfzehn Jahre Freiheitsstrafe (vgl. § 38 StGB).
Die Verjährungsfrist dauert in den Fällen der Absätze 1 und 2 fünf Jahre, bei den Qualifikationen (Absätze 4, 5, 7 und 8) 20 Jahre; da für „besonders schwere Fälle“ (Absatz 6) die Höchststrafe des Grundtatbestands maßgeblich ist (§ 78 Absatz 4 StGB) gilt die 20-jährige Verjährungsfrist hier also dann, wenn die Tatbestände der Absätze 4, 5, 7 oder 8 verwirklicht wurden, liegt aber „nur“ ein besonders schwerer Fall eines sexuellen Übergriffs nach § 177 Absatz 1 oder 2 beträgt die Verjährungsfrist also nur fünf Jahre.
Der Lauf der Verjährungsfrist für sexuelle Übergriffe beginnt wie bei vielen anderen Sexualstraftaten gemäß § 78b StGB erst ab der Vollendung des 30. Lebensjahres des Opfers; bei älteren Opfern mit Beendigung der Tat.
Falls durch den sexuellen Übergriff wenigstens leichtfertig der Tod des Opfers verursacht wird, so ist gem. § 178 StGB die Strafe lebenslange Freiheitsstrafe oder Freiheitsstrafe nicht unter zehn Jahren, die Verjährungsfrist beträgt 30 Jahre (Mord verjährt nicht).
Der Tatbestand sexueller Übergriff wiegt schwerer als der ebenfalls am 10. November 2016 in Kraft getretene Straftatbestand sexuelle Belästigung (§ 184i StGB), für den schon Berührungen in sexuell bestimmter Weise ausreichen.

## Schweiz
Seit 1. Juli 2024 wird der Begriff auch Art. 189 Strafgesetzbuch (Schweiz) (StGB) verwendet (vgl. auch Vergewaltigung Art. 190 StGB, Ausnützung einer Notlage oder Abhängigkeit Art. 193 StGB sowie Täuschung über den sexuellen Charakter einer Handlung Art. 193a StGB; wegen Straferhöhung für Gemeinsame Begehung durch mehrere Personen siehe Art. 200 StGB).  
Die vorgenannten Tatbestände wiegen schwerer als sexuelle Belästigung (Art. 198 StGB), die durch (leichte) Tätlichkeiten oder sogar ohne Körperkontakt begangen werden kann.